# Ehrenfriedhof Hehlrath

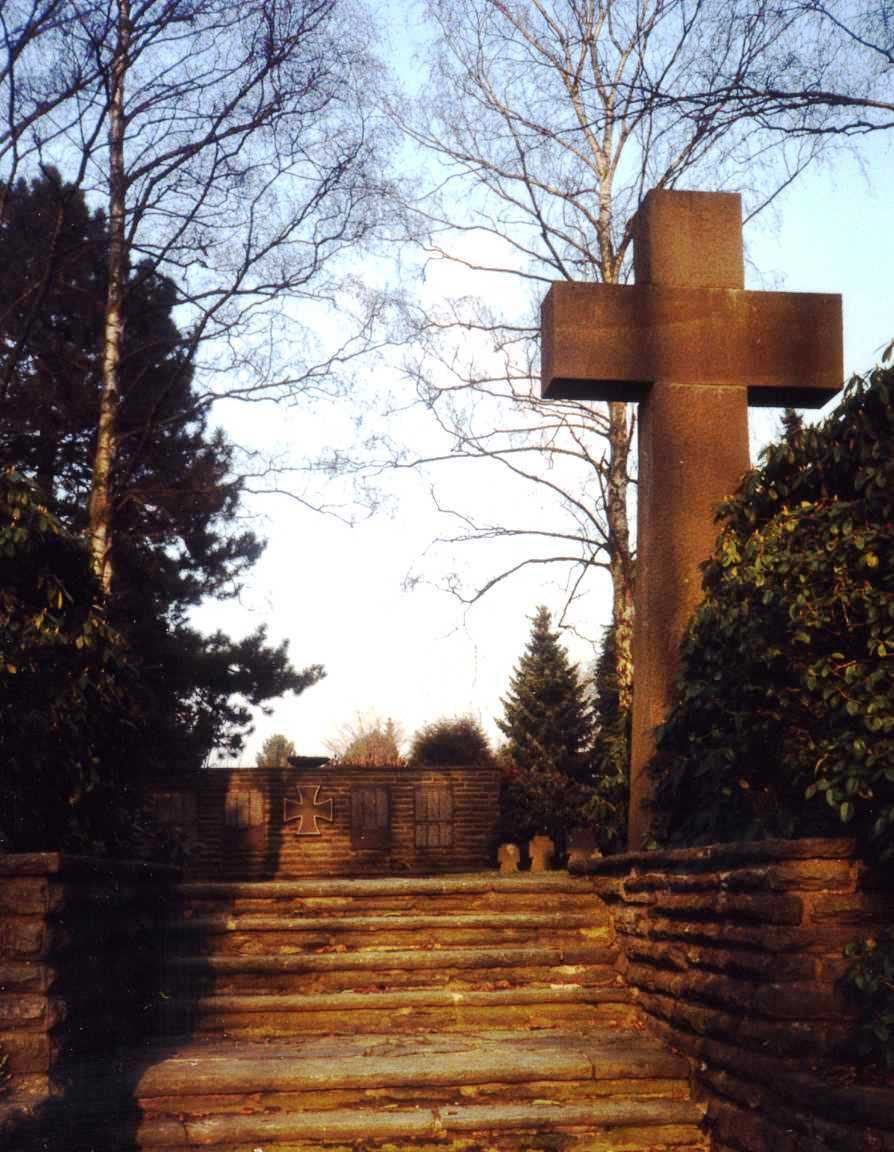
Hauptkreuz und Ehrenmal

Der Ehrenfriedhof Hehlrath ist ein Soldatenfriedhof in Hehlrath, einem seit 1972 nordwestlichen Stadtteil von Eschweiler in der Städteregion Aachen in Nordrhein-Westfalen. Hier liegen 190 Kriegstote im Alter von 18 bis 20 Jahren, darunter 20 Unbekannte.
Ein weiterer Ehrenfriedhof auf Stadtgebiet ist der Ehrenfriedhof Weisweiler.

## Geschichte
September und Oktober 1944 wurde im Rahmen der Schlacht im Hürtgenwald in der Burg Kinzweiler ein Verbandsplatz für Soldaten aus den Gefechten im Raum Eschweiler-Stolberg eingerichtet. Für Beisetzungen wurde ein am Ortseingang der benachbarten Ortschaft Hehlrath und an derselben Landstraße wie die Burg liegendes Wiesengelände genutzt, das bereits durch die Truppe als Soldatenfriedhof genutzt wurde.
Unmittelbar nach Ende des Zweiten Weltkrieges nahm sich die Gemeinde Kinzweiler, zu der Hehlrath zählte, dieser Beisetzungsstätte an. Eine Interessengemeinschaft sorgte mit dem Verkauf sogenannter „Bausteinkarten“ für den Ausbau zu einer Gedenkstätte, indem für jeweils zwei Gefallene ein Birkenkreuz und in der Friedhofsmitte ein Ehrenmal aus Schevenhütter Schiefer mit Namenstafeln für die Gefallenen der Gemeinde aufgestellt wurde. Am 20. November 1949 wurde er als einer der ersten im Raum Aachen eingeweiht.
Der Volksbund Deutsche Kriegsgräberfürsorge nahm sich der Kriegsgräberstätte in den Jahren 1954 und 1955 an und ersetzte die Birkenholzkreuze durch Steinkreuze, die bis heute noch in dieser Form vorhanden sind.